# Henri Mallez
Pour les articles homonymes, voir Mallez.
Henri Mallez , né le 13 juin 1892 à Carnières et mort le 14 janvier 1989 à Paris, est un homme politique français.

## Biographie
Issu d’une importante famille de Cambrai, Henri Mallez est en cours d’achèvement de ses études lorsque vient l’heure de son service militaire en 1912 puis du déclenchement de la guerre.
Il connaît une progression notable au sein du 162e RI, finissant la guerre comme sous-lieutenant, blessé trois fois (invalide à 30%) et avec de nombreuses décorations.
Le 16 avril 1917, Henri Mallez est engagé dans le combat à partir du Choléra vers le bois de Claque-Dents, au nord de Berry-au-Bac. Il progresse légèrement, mais ne peut dépasser la ferme Mauchamp malgré le soutien des chars.
Mallez décrit des scènes de barbarie, notamment celle d’un blessé français à terre achevé par un Allemand, lui-même tué d’un coup de pelle.
Dans les années 30, Henri Mallez se lance dans la vie politique aux côtés du colonel de la Rocque tout en participant aux associations d’anciens combattants.
Imprimeur de profession, Henri Mallez est conseiller municipal de Cambrai à partir de 1932 et premier adjoint au maire Gustave Deltour de 1935 à 1940. Il est nommé par la préfecture du Nord, maire de la ville le 30 avril 1941 et conserve cette fonction jusqu'en octobre 1944.
Il est par la suite député du Nord de novembre 1946 à décembre 1955 proche des gaullistes (puis plus critique envers leur chef) et conseiller général du canton de Cambrai-Ouest de 1951 à 1958.
En 1972 sont publiés, avant tout à destination de ses petits-enfants ses Mémoires d’un fantassin de la Grande Guerre.

## Décorations
- Croix de guerre 1914-1918 avec 3 citations.

## Ouvrage
- Mémoires d'un fantassin de la Grande guerre (hors commerce).